# Челсі Шено
Челсі Шено (англ. Chelsea Chenault, 19 жовтня 1994) — американська плавчиня.
Чемпіонка світу з водних видів спорту 2013, 2015 років.
Переможниця літньої Універсіади 2013, 2015 років.